# تپه قلعه مرز
تپه قلعه مرز مربوط به دوران‌های تاریخی پس از اسلام است و در شهرستان قزوین، بخش مرکزی، روستای عبدل‌آباد واقع شده و این اثر در تاریخ ۲۵ اسفند ۱۳۸۰ با شمارهٔ ثبت ۵۵۷۱ به‌عنوان یکی از آثار ملی ایران به ثبت رسیده است.